# Amable Jones
Amable Trifón Jones (San Juan, 3 de julio de 1867 - La Rinconada, 1921), fue un médico y político argentino, gobernador de la Provincia de San Juan por la Unión Cívica Radical.
Proveniente de una familia inmigrante arraigada en la provincia de San Juan, como muchos de su generación viajó a Buenos Aires y se recibió de médico con honores en 1892. Formó parte del servicio de Abel Ayerza en el Hospital de Clínicas de Buenos Aires. En 1920 el Gobierno de la Nación le designó miembro del Consejo Nacional de Higiene y más tarde vocal del Consejo Nacional de Educación
Miembro de la Unión Cívica Radical, ocupó varios cargos en dicho partido, entre ellos el de miembro del Comité Nacional. Formó parte de la Convención Nacional que eligió a Hipólito Yrigoyen candidato a Presidente de la Nación.

## Gobernador de San Juan
En 1919, el radicalismo sanjuanino estaba dividido en dos fracciones duramente enfrentadas. Una, que obedecía disciplinadamente al presidente Yrigoyen y otra que estaba liderada por los hermanos Aldo y Federico Cantoni.
Así, en las elecciones de diputados nacionales celebradas el 7 de marzo de 1920, la Concentración Cívica (conservadores) obtuvo 7.712 sufragios frente a 4.929 de los radicales cantonistas y 4.275 de la UCR que respondía al Comité Nacional. En 1920 los dos sectores se unieron y acordaron un candidato de compromiso, Amable Jones, en fórmula compartida con  Aquiles R. Castro. El 16 de mayo de 1920 la fórmula radical se impuso por 9.001 votos contra 8.282 de la Concentración Cívica. Pero el conflicto latente entre los distintos sectores internos no se solucionaría, a pesar de ciertos arreglos.  Al asumir se rodeó de hombres que había traído desde Buenos Aires sin consolidar una base de apoyo local. Jones avasallaría los poderes, derechos civiles e institucionales, hasta generar un unánime repudio. En enero de 1921 un sector del radicalismo comenzaría a planear su asesinato, si bien invitaron a participar del mismo a los conservadores, estos se negaron aduciendo la cercanía del juicio político que se avecinaba contra Jones por desfalco de fondos provinciales.
Jones intervino la Legislatura, destituyó jueces y magistrados, sustituyéndolos por jueces sin designación del Senado, no respetando las autonomías municipales. Los legisladores, por su parte, se reunieron en el domicilio del senador Ramón Barrera y le iniciaron juicio político al gobernador. Estos legisladores eran encabezados por el senador provincial Federico Cantoni, y formaron un bloque legislativo con tal fin, de donde surge el nombre de bloquista
Aunque el Congreso de la Nación decretó la intervención de la provincia, debido a serias irregularidades, Yrigoyen ordenó sostener a su gobernador amigo. Inmediatamente el radicalismo vuelve a dividirse, y el bloquismo abrió el juicio político contra el gobernador. Es en febrero de 1921 cuando la legislatura provincial le inicia el juicio político contra Jones acusándolo de desvío de dinero público hacia sus fincas al norte de la provincia, el asesinato de opositores y la quema de diarios provinciales como El Zonda. La situación provincial se agravó hasta que, finalmente, el Congreso de la Nación interviene la provincia.

## Asesinato

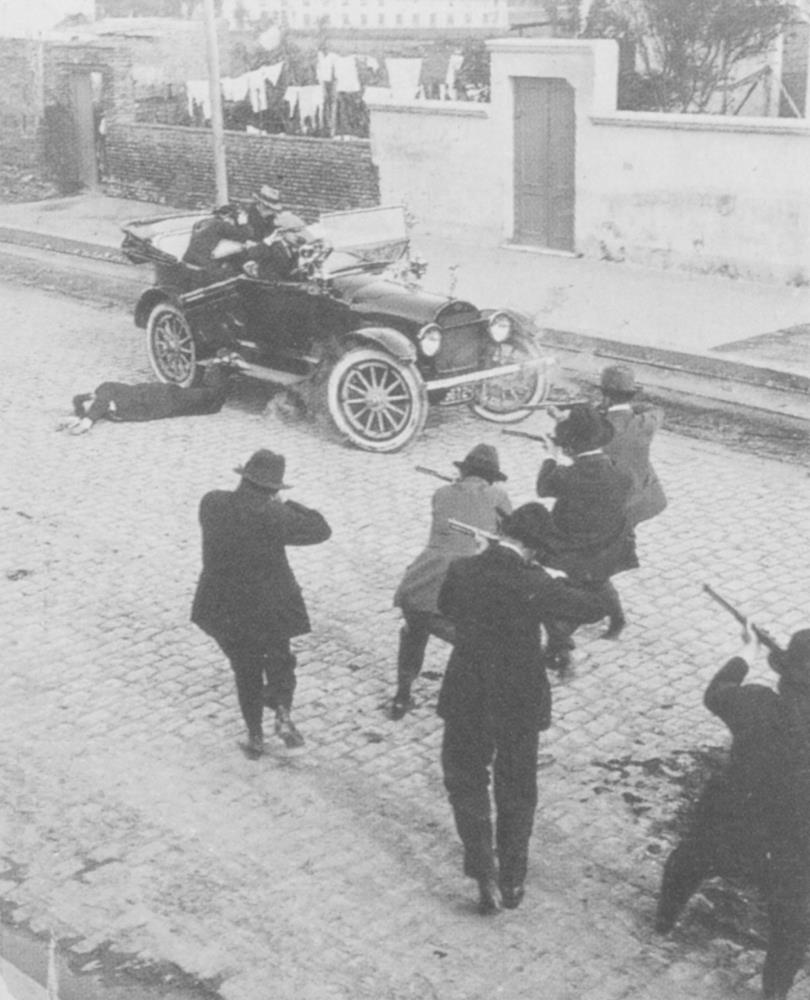
Reconstrucción del asesinato de Amable Jones.

El 20 de noviembre de 1921 un grupo escindido de la UCR, vinculado a los hermanos Federico y Aldo Cantoni, consumó el asesinato con connotaciones mafiosas del gobernador Dr. Jones en el camino a La Rinconada. Se atribuyó su autoría a Federico Cantoni quien fue detenido y estuvo a punto de ser linchado. Otros historiadores señalaron a la organización paramilitar Klan Radical con orientación radical-yrigoyenista que existió en la Argentina entre 1929 y 1930, conocida principalmente por realizar atentados contra organizaciones y figuras contrarias al gobierno de Hipólito Yrigoyen.